# Ban Muang
Pho Khun Ban Muang (en tailandés: พ่อขุน บาน เมือง) fue un rey de Sujotai que reinó de 1257 a 1279. Fue el segundo rey de la dinastía de Phra Ruang precedido por su padre el rey Pho Khun Sri Indraditya y fue sucedido por su hermano Pho Khun Ram Khamhaeng.
Era el segundo hijo del rey Po Khun Sri Indraditya y de su esposa Nang Suang. Su hermano mayor murió muy joven, así que Ban Muang fue coronado a la muerte de su padre en 1257. Reinó dieciocho años, consolidando el reino de Sujotai.
- Datos: Q2881860